# Remel (Fluss)
Die Remel (auch Remelbach), im Französischen Ruisseau Remel, ist ein rund 16 Kilometer langer linker Nebenfluss der Nied im französischen Département Moselle in der Region Grand Est und im deutschen Bundesland Saarland im Landkreis Saarlouis.

## Geographie

### Verlauf
Die Remel entspringt auf etwa 283 m im Waldgebiet Forêt de Kallenhofen im südöstlichen Teil der Gemeinde Kirschnaumen. 
Der Fluss fließt anfangs nach Nordnordost und überquert gleich darauf die Gemeindegrenze zu Halstroff, ehe er die D956 unterquert. Er verlässt das Waldgebiet und wendet sich nach Südosten. Dabei durchfließt er das Dorfzentrum von Halstroff, Bizing sowie den südlichen Dorfkern von Flastroff. Hier ergießt sich von rechts der Weistroff in die Remel, bevor sie Colmen im Osten tangiert und von links die Waldwisse aufnimmt.
Der Fluss passiert nun Neunkirchen-lès-Bouzonville, wo er von links den Mannebach und von rechts den Dusbach aufnimmt, bevor er den Ortsteil Remeldorff umfließt. Kurz vor der Mündung wendet er sich nochmals nach Nordosten, wobei er parallel zur Nied fließt. Er durchquert, nachdem er kurz die Staatsgrenze bildet, für die letzten 1,1 Kilometer die Gemeinde Rehlingen-Siersburg im Saarland. 
Auf seinem letzten Abschnitt verläuft er nach Südsüdosten und passiert dabei den Ortsteil Niedaltdorf im Süden. Schließlich mündet die Remel auf etwa 187 m ü. NN von links und Nordosten in die Nied.

### Zuflüsse
- Ruisseau de Weistroff (rechts), 10,1 km, 32,5 km², 0,35 m³/s
- Heltenbach (Ruisseau de Waldwisse) (links), 11,6 km, 45,9 km², 0,55 m³/s
- Mannerbach (rechts), 2,5 km[6]
- Dusbach (links), 3,7 km